# ОФК шампионат у фудбалу за жене 2022.
ОФК првенство за жене 2022. је ОФК првенство у женском фудбалу (познато и као Куп женских нација ОФК-а), је било 12. издање ОФК купа женских нација, а одржано је на Фиџију од 13. до 30. јула 2022. године.
Турнир је првобитно био заказан од јула до августа 2022. године, али је померен за јануар и фебруар да би се прилагодиле измене ФИФА женског међународног календара утакмица. ОФК је 4. марта 2021. објавио да је турнир одложен због пандемије Ковид-19, а 29. априла 2022. објавио је да ће Фиџи бити домаћин турнира од 13. до 30. јула.
Турнир је служио као квалификације Океаније за Светско првенство у фудбалу за жене 2023. у Аустралији и Новом Зеланду. Пошто се Нови Зеланд већ аутоматски квалификовао за Светско првенство као судомаћин, нису учествовали на турниру. Победник је прошао у плеј-оф који се играо међу конфедерацијама.
Нови Зеланд је био актуелни шампион, али није одбранио титулу јер није учествовао на турниру. Папуа Нова Гвинеја освојила је своју прву титулу ОФК купа женских нација.

## Формат
Формат турнира је укључио прво коло са девет екипа које су играле у три групе од по три, при чему су прва два у свакој групи плус две најбоље трећепласиране екипе пласирале у четвртфинале. Фиџи је изабран за домаћина у априлу 2022.

### Правило нерешених резултата
Поредак тимова се утврђује на следећи начин:
1. Поени добијени у свим квалификационим утакмицама,
2. Разлика голова у свим квалификационим утакмицама,
3. Број голова постигнутих у свим квалификационим утакмицама,
4. Поени добијени у утакмицама између дотичних тимова,
5. Разлика голова у утакмицама између дотичних тимова,
6. Број голова постигнутих у утакмицама између дотичних тимова,
7. Поени за фер плеј у свим квалификационим утакмицама (само један одбитак се може применити на играча у једном мечу):   - Жути картон: –1 бод;
  - Индиректни црвени картон (други жути картон): –3 бода;
  - Директан црвени картон: –4 бода;
  - Жути картон и директни црвени картон: –5 бодова;
8. Бацање новчића или жреб.

## Репрезентације учеснице
Нови Зеланд није учествовао јер је већ осигурао место на Светском првенству. Америчка Самоа није могла да учествује због текућих проблема са пандемијон. Све остале земље у ОФК су учествовале.
| Екипа                | Учешћа | Најбољи резултат                  | ФИФА рангирање на почетку турнира |
| -------------------- | ------ | --------------------------------- | --------------------------------- |
| Кукова Острва        | 5.     | Треће место (2010, 2014)          | 102                               |
| Фиџи (Д)             | 5.     | Другопласиране (2018)             | 69                                |
| Нова Каледонија      | 3.     | Треће место (1983)                | 100                               |
| Папуа Нова Гвинеја   | 10.    | Другопласиране (2007, 2010, 2014) | 49                                |
| Самоа                | 4.     | Четврто место (2003)              | 109                               |
| Соломонова Острва    | 3.     | Четврто место (2007, 2010)        | 120                               |
| Француска Полинезија | 3.     | Групна фаза (2010, 2018)          | 104                               |
| Тонга                | 5.     | Треће место (2007)                | 92                                |
| Вануату              | 2.     | Групна фаза (2010)                | 121                               |

## Стадион и град домаћин
Сви мечеви ће се играти на „стадиону АНЗ” у Суви. 
| Сува | Сува             |
| ---- | ---------------- |
| Сува | Стадион АНЗ      |
| Сува | Капацитет: 4.300 |
| Сува |                  |

## Жреб
Жреб за групну фазу такмичења је одржан 10. маја, а тимови су били подељени у групе на основу ФИФА ранг листе од 25. марта.
| Шешир 1                                          | Шешир 2                                                                 | Шешир 3                                               |
| ------------------------------------------------ | ----------------------------------------------------------------------- | ----------------------------------------------------- |
| Папуа Нова Гвинеја (49) · Фиџи (67) · Тонга (92) | Нова Каледонија (99) · Кукова Острва (104) · Француска Полинезија (105) | Самоа (111) · Соломонова Острва (119) · Вануату (121) |

## Групна фаза
Сва времена су локална (UTC+12).

### Група А
| Pos | Тим           | О | П | Н | И | ГД | ГП | ГР | Бод. | Qualification |
| --- | ------------- | - | - | - | - | -- | -- | -- | ---- | ------------- |
| 1   | Самоа         | 2 | 2 | 0 | 0 | 3  | 0  | +3 | 6    | Нокаут фаза   |
| 2   | Кукова Острва | 2 | 0 | 1 | 1 | 1  | 2  | −1 | 1    | Нокаут фаза   |
| 3   | Тонга         | 2 | 0 | 1 | 1 | 1  | 3  | −2 | 1    | Нокаут фаза   |

| Самоа                                 | 2 : 0                          | Тонга |
| ------------------------------------- | ------------------------------ | ----- |
| - Моник Фишер 28’ - Џајда Стјуарт 70’ | Извештај (ФИФА) Извештај (ОФК) |       |

| Тонга             | 1 : 1                          | Кукова Острва        |
| ----------------- | ------------------------------ | -------------------- |
| - Киана Свифт 73’ | Извештај (ФИФА) Извештај (ОФК) | - Лирик Дејвисон 49’ |

| Кукова Острва | 0 : 1                          | Самоа               |
| ------------- | ------------------------------ | ------------------- |
|               | Извештај (ФИФА) Извештај (ОФК) | - Џајда Стјуарт 14’ |

### Група Б
| Pos | Тим                  | О | П | Н | И | ГД | ГП | ГР | Бод. | Qualification |
| --- | -------------------- | - | - | - | - | -- | -- | -- | ---- | ------------- |
| 1   | Папуа Нова Гвинеја   | 2 | 2 | 0 | 0 | 5  | 2  | +3 | 6    | Нокаут фаза   |
| 2   | Француска Полинезија | 2 | 0 | 1 | 1 | 1  | 2  | −1 | 1    | Нокаут фаза   |
| 3   | Вануату              | 2 | 0 | 1 | 1 | 1  | 3  | −2 | 1    |               |

| Вануату            | 1 : 3                          | Папуа Нова Гвинеја                               |
| ------------------ | ------------------------------ | ------------------------------------------------ |
| Ванеса Келетиа 71’ | Извештај (ФИФА) Извештај (ОФК) | - Мери Каипу 34’ - Падио 76’ - Чарли Јандинг 79’ |

| Папуа Нова Гвинеја                     | 2 : 1                          | Француска Полинезија       |
| -------------------------------------- | ------------------------------ | -------------------------- |
| - Падио 28’ (пен.) - Меган Гунемба 83’ | Извештај (ФИФА) Извештај (ОФК) | - Тахија Тамари 90’ (пен.) |

| Француска Полинезија | 0 : 0                          | Вануату |
| -------------------- | ------------------------------ | ------- |
|                      | Извештај (ФИФА) Извештај (ОФК) |         |

### Група Ц
| Pos | Тим               | О | П | Н | И | ГД | ГП | ГР | Бод. | Qualification |
| --- | ----------------- | - | - | - | - | -- | -- | -- | ---- | ------------- |
| 1   | Фиџи              | 2 | 1 | 1 | 0 | 4  | 2  | +2 | 4    | Нокаут фаза   |
| 2   | Соломонова Острва | 2 | 0 | 2 | 0 | 3  | 3  | 0  | 2    | Нокаут фаза   |
| 3   | Нова Каледонија   | 2 | 0 | 1 | 1 | 3  | 5  | −2 | 1    | Нокаут фаза   |

| Соломонова Острва    | 1 : 1                          | Фиџи             |
| -------------------- | ------------------------------ | ---------------- |
| Илин Пеги 37’ (пен.) | Извештај (ФИФА) Извештај (ОФК) | Ваниша Кумар 22’ |

| Фиџи                                        | 3 : 1                          | Нова Каледонија           |
| ------------------------------------------- | ------------------------------ | ------------------------- |
| - Ализа Хусеин 4’ - Софи Дијаловаи 45’, 56’ | Извештај (ФИФА) Извештај (ОФК) | - Џеки Похоа 90+1’ (пен.) |

| Нова Каледонија           | 2 : 2                          | Соломонова Острва                    |
| ------------------------- | ------------------------------ | ------------------------------------ |
| - Џенифер Непоро 73’, 79’ | Извештај (ФИФА) Извештај (ОФК) | - Алма Гогони 16’ - Мери Маефити 86’ |

### Рангирање трећепласираних екипа
| Pos | Г | Тим             | О | П | Н | И | ГД | ГП | ГР | Бод. | Qualification |
| --- | - | --------------- | - | - | - | - | -- | -- | -- | ---- | ------------- |
| 1   | Ц | Нова Каледонија | 2 | 0 | 1 | 1 | 3  | 5  | −2 | 1    | Нокаут фаза   |
| 2   | А | Тонга           | 2 | 0 | 1 | 1 | 1  | 3  | −2 | 1    | Нокаут фаза   |
| 3   | Б | Вануату         | 2 | 0 | 1 | 1 | 1  | 3  | −2 | 1    |               |

## Нокаут фаза

### Мрежа
|  | Четвртфинале              | Четвртфинале         |                      |       | Полуфинале  | Полуфинале  |  |  | Финале | Финале |
|  |                           |                      |                      |       |             |             |  |  |        |        |
|  | 23. јул 2022. – Сува      |                      |                      |       |             |             |  |  |        |        |
|  |                           |                      |                      |       |             |             |  |  |        |        |
|  | Самоа                     | 4                    |                      |       |             |             |  |  |        |        |
|  | Самоа                     | 4                    | 27. јул 2022. – Сува |       |             |             |  |  |        |        |
|  | Нова Каледонија           | 2                    |                      |       |             |             |  |  |        |        |
|  | Нова Каледонија           | 2                    | Самоа                | 0     |             |             |  |  |        |        |
|  | 23. јул 2022. – Сува      |                      | Самоа                | 0     |             |             |  |  |        |        |
|  |                           | Папуа Нова Гвинеја   | 3                    |       |             |             |  |  |        |        |
|  | Папуа Нова Гвинеја (пен.) | Папуа Нова Гвинеја   | 3                    | 3 (3) |             |             |  |  |        |        |
|  | Папуа Нова Гвинеја (пен.) |                      | 30. јул 2022. – Сува | 3 (3) |             |             |  |  |        |        |
|  | Тонга                     | 3 (2)                |                      |       |             |             |  |  |        |        |
|  | Тонга                     | 3 (2)                | Папуа Нова Гвинеја   | 2     |             |             |  |  |        |        |
|  | 24. јул 2022. – Сува      |                      | Папуа Нова Гвинеја   | 2     |             |             |  |  |        |        |
|  |                           | Фиџи                 | 1                    |       |             |             |  |  |        |        |
|  | Фиџи                      | Фиџи                 | 1                    | 2     |             |             |  |  |        |        |
|  | Фиџи                      | 27. јул 2022. – Сува |                      | 2     |             |             |  |  |        |        |
|  | Кукова Острва             | 0                    |                      |       |             |             |  |  |        |        |
|  | Кукова Острва             | 0                    | Фиџи                 | 3     |             |             |  |  |        |        |
|  | 24. јул 2022. – Сува      |                      | Фиџи                 | 3     |             |             |  |  |        |        |
|  |                           | Соломонова Острва    | 1                    |       | Треће место | Треће место |  |  |        |        |
|  | Француска Полинезија      | Соломонова Острва    | 1                    | 0     | Треће место | Треће место |  |  |        |        |
|  | Француска Полинезија      |                      | 30. јул 2022. – Сува | 0     |             |             |  |  |        |        |
|  | Соломонова Острва         | 1                    |                      |       |             |             |  |  |        |        |
|  | Соломонова Острва         | 1                    | Самоа                | 1 (5) |             |             |  |  |        |        |
|  |                           |                      |                      |       |             |             |  |  |        |        |
|  | Соломонова Острва (пен.)  | 1 (6)                |                      |       |             |             |  |  |        |        |
|  | Соломонова Острва (пен.)  | 1 (6)                |                      |       |             |             |  |  |        |        |

### Четвртфинале
| Самоа                                             | 4 : 2                          | Нова Каледонија      |
| ------------------------------------------------- | ------------------------------ | -------------------- |
| - Моник Фишер 35’ - Џајда Стјуарт 51’, 83’, 90+5’ | Извештај (ФИФА) Извештај (ОФК) | Сера Урегеј 45’, 90’ |

| Папуа Нова Гвинеја                                       | 3 : 3 (п. с. н.)               | Тонга                                                                               |
| -------------------------------------------------------- | ------------------------------ | ----------------------------------------------------------------------------------- |
| - Падио 63’, 99’ - Меган Гунемба 70’                     | Извештај (ФИФА) Извештај (ОФК) | - Давиана Вака 29’ - Џазмин Лото'аниу 44’, 109’                                     |
| Пенали                                                   |                                |                                                                                     |
| - Рајлин Бауелуа] - Падио - Меган Гунемба - Румона Морис | 3 : 2                          | - Џазмин Лото'аниу - Давиана Вака - Офалото Ла'акулу - Лавени Вака - Фололени Сиале |

| Фиџи                                           | 2 : 0                          | Кукова Острва |
| ---------------------------------------------- | ------------------------------ | ------------- |
| - Софи Дијаловаи 22’ - Луиса Таманитоакула 74’ | Извештај (ФИФА) Извештај (ОФК) |               |

| Француска Полинезија | 0 : 1                          | Соломонова Острва  |
| -------------------- | ------------------------------ | ------------------ |
|                      | Извештај (ФИФА) Извештај (ОФК) | - Мери Маефити 38’ |

### Полуфинале
| Самоа | 0 : 3                          | Папуа Нова Гвинеја                           |
| ----- | ------------------------------ | -------------------------------------------- |
|       | Извештај (ФИФА) Извештај (ОФК) | - Шарли Јандинг 44’ - Меган Гунемба 48’, 78’ |

| Фиџи                                            | 3 : 1                          | Соломонова Острва      |
| ----------------------------------------------- | ------------------------------ | ---------------------- |
| - Кема Насау 14’, 28’ - Луиса Таманитоакула 83’ | Извештај (ФИФА) Извештај (ОФК) | - Илин Пеги 11’ (пен.) |

### Утакмица за треће место
| Самоа                                                                                             | 1 : 1                          | Соломонова Острва                                                           |
| ------------------------------------------------------------------------------------------------- | ------------------------------ | --------------------------------------------------------------------------- |
| Моник Фишер 16’                                                                                   | Извештај (ФИФА) Извештај (ОФК) | Џемина Дејвид 40’                                                           |
| Пенали                                                                                            |                                |                                                                             |
| - Лиана Соифуа - Фејт Лили Моа - Џадеки Улувили - Алиса Туатагалоа - Моник Фишер - Шонтел Стивенс | 5 : 6                          | - Илинн Пеги - Месалин Саепио - Лиза Соло - Нари - Мери Маефити - Мерина Џо |

### Финале
Победник ће се пласирати у међуконфедерацијски плеј-оф.
| Папуа Нова Гвинеја                     | 2–1                            | Фиџи             |
| -------------------------------------- | ------------------------------ | ---------------- |
| - Меган Гунемба 17’ - Рамона Падио 28’ | Извештај (ФИФА) Извештај (ОФК) | - Кема Насау 42’ |

## Голгетерке
Укупно је постигнуто  49 голова у 17 утакмица, с просеком од 2.88 гола по утакмици.
5 голова
- Меган Гунемба
- Рамона падио
- Џајда Стјуарт

3 гола
- Софи Дијаловај
- Кема Насау
- Моник Фишер

## Награде
| Награда         | Победник                                 |
| --------------- | ---------------------------------------- |
| Златна лопта    | Кема Насау                               |
| Златна копачка  | Меган Гунемба Рамона Падио Џејда Стјуарт |
| Златна рукавица | Камиле Андре                             |
| Ферплеј         | Самоа                                    |

## Квалификовани тимови за Светско првенство у фудбалу за жене
Једино директно место за ОФК савез за учешће на Светском првенству у фудбалу за жене 2023. добио је Нови Зеланд, који се аутоматски квалификовао као судомаћини.
| Екипа       | Квалификован на | Претходна учешћа на Светском првенству у фудбалу1 |
| ----------- | --------------- | ------------------------------------------------- |
| Нови Зеланд | 25. јун 2020.   | 5 (1991, 2007, 2011, 2015, 2019)                  |